# Gijsbrecht I van Amstel
Gijsbrecht I van Amstel (ca.1145 - tussen 1189 en 1201) was schout en rentmeester van Amestelle en ministeriaal van de bisschop van Utrecht van 1172 tot na 1189.
Gijsbrecht I was de, vermoedelijk, oudste zoon van Egbert van Amstel. Met hem begon een reeks van vier naamgenoten, die in de vaderlandse geschiedenis aan het geslacht Van Amstel zijn bekendheid hebben verleend. Volgens de overeenkomst van zijn vader met Godfried van Rhenen in 1169, volgde hij op als schout en rentmeester in het rechtsdistrict Amestelle met de daaraan verbonden vergoedingen, het dienstgoed Amestelle en de dienstgoederen in de rechtsgebieden rond het Overmeer.
Gijsbrecht I van Amstel vervulde zijn dienstambt nog voor een deel uit tijdens het episcopaat van Godfried van Rhenen en dat van Boudewijn II van Holland, bisschop van Utrecht (1178-1196). Deze was een broer van Floris III, graaf van Holland, die de Duitse keizer Frederik Barbossa steunde in zijn strijd tegen de paus en de Italiaanse steden. Hierdoor stond Floris III in hoge gunst bij de keizer en wist de verkiezing van zijn broer Boudewijn tot bisschop van Utrecht door te drukken. De Hollandse invloed in het Sticht nam daardoor tijdelijk toe.
De korte loopbaan van Gijsbrecht I wordt door slechts vijf vermeldingen gemarkeerd. In 1176 getuigt hij voor bisschop Godfried van Rhenen, en in datzelfde jaar treedt hij als bisschoppelijk ministeriaal op voor de proost van het kapittel Sint Marie in Utrecht.
Twee jaar later, in 1178, getuigde hij nogmaals voor de bisschop van Utrecht op 9 maart en op 9 april. Opmerkelijk is de inhoud van de laatste oorkonde, waarbij Godfried van Rhenen de tienden van de parochies Driel, Giessen en Woudrichem die hij zich had toegeëigend weer aan de rechtmatige eigenaar teruggeeft. Hij overleed korte tijd later op 27 mei 1178.

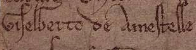
Giselberto de Amestelle (Gijsbrecht I van Amstel) uit oorkonde van 1189

In 1189 wordt Gijsbrecht I van Amstel voor het laatst vermeld als getuige in een oorkonde, waarbij bisschop Boudewijn II van Holland de parochianen van Hogeland op Walcheren het recht verleent om een eigen kerk te stichten. Het einde van zijn loopbaan moet worden vastgesteld tussen 1188 en 1200, het jaar waarin zijn zoon Gijsbrecht II van Amstel in de oorkonden als ministeriaal van de kerk van Utrecht voorkomt. Mogelijk werd de loopbaan van Gijsbrecht I van Amstel beïnvloed door de morele code van de ridderschap, die de dienst aan de heer centraal stelde en de zucht naar roem en macht naar de achtergrond verwees. 
Ook over het privéleven van Gijsbrecht I van Amstel is niets bekend. Vermoedelijk was ook hij getrouwd met een vrouw uit de beroepsstand van de minsterialiteit van Utrecht.

## Nazaten
Gijsbrecht had voor zover bekend vier zonen en een dochter:
- Gijsbrecht II van Amstel (1175-1230)
- Diederik (ovl. 1227), kanunnik van Sint Marie, deken van Sint-Jan te Utrecht
- Egbert II (1200?)
- Egidius (1180-1227), heer van Mijnden
- Rixa (ovl. 1252)